# Aleksandr Baszucki
Aleksandr Pawłowicz Baszucki (ros. Алекса́ндр Па́влович Башу́цкий, ur. 11 kwietnia 1803 w Petersburgu, zm. 7 kwietnia 1876 tamże) – rosyjski pisarz.

## Życiorys
Redagował czasopisma artystyczno-literackie, propagował scjentyzm w sztuce. Był autorem pierwszych rosyjskich szkiców fizjologicznych (m.in. Grobowoj mastier 1840, Wodowoz 1841), inicjatorem i redaktorem pierwszego rosyjskiego zbioru szkiców fizjologicznych Naszy, spisannyje z natury... (1841-1842, niedokończony) oraz autorem Panoramy Sankt-Pietierburga (t. 1-3 1834) oraz powieści dydaktyczno-psychologicznej Mieszczanin (1840).